# Paris Grand Slam
Il Paris Grand Slam è un torneo internazionale di judo che si tiene annualmente a Parigi, capitale della Francia.
Il torneo è parte del circuito IJF World Tour, ad oggi conta 17 edizioni all'interno di esso.
Prima di divenire parte del IJF World Tour e prendere il nome di Paris Grand Slam questo torneo era conosciuto come Torneo di Parigi (Tournoi de Paris) e la prima edizione svolta in assoluto si è tenuta nel 1971.

## Edizioni facenti parte dell'IJF World Tour
Di seguito la tabella delle ultime edizioni del meeting.
| Edizione | Anno | Data           | Circuito            | Dettagli              | Rif.   |
| -------- | ---- | -------------- | ------------------- | --------------------- | ------ |
| 1ª       | 2009 | 7-8 febbraio   | IJF World Tour 2009 | Paris Grand Slam 2009 | [ 1 ]  |
| 2°       | 2010 | 6-7 febbraio   | IJF World Tour 2010 | Paris Grand Slam 2010 | [ 2 ]  |
| 3°       | 2011 | 5-6 febbraio   | IJF World Tour 2011 | Paris Grand Slam 2011 | [ 3 ]  |
| 4°       | 2012 | 4-5 febbraio   | IJF World Tour 2012 | Paris Grand Slam 2012 | [ 4 ]  |
| 5°       | 2013 | 9-10 febbraio  | IJF World Tour 2013 | Paris Grand Slam 2013 | [ 5 ]  |
| 6°       | 2014 | 8-9 febbraio   | IJF World Tour 2014 | Paris Grand Slam 2014 | [ 6 ]  |
| 7°       | 2015 | 17-18 ottobre  | IJF World Tour 2015 | Paris Grand Slam 2015 | [ 7 ]  |
| 8°       | 2016 | 6-7 febbraio   | IJF World Tour 2016 | Paris Grand Slam 2016 | [ 8 ]  |
| 9°       | 2017 | 11-12 febbraio | IJF World Tour 2017 | Paris Grand Slam 2017 | [ 9 ]  |
| 10°      | 2018 | 10-11 febbraio | IJF World Tour 2018 | Paris Grand Slam 2018 | [ 10 ] |
| 11°      | 2019 | 9-10 febbraio  | IJF World Tour 2019 | Paris Grand Slam 2019 | [ 11 ] |
| 12°      | 2020 | 8-9 febbraio   | IJF World Tour 2020 | Paris Grand Slam 2020 | [ 12 ] |
| 13°      | 2021 | 16-17 ottobre  | IJF World Tour 2021 | Paris Grand Slam 2021 | [ 13 ] |
| 14°      | 2022 | 5-6 febbraio   | IJF World Tour 2022 | Paris Grand Slam 2022 | [ 14 ] |
| 15°      | 2023 | 4-5 febbraio   | IJF World Tour 2023 | Paris Grand Slam 2023 | [ 15 ] |
| 16°      | 2024 | 2-4 febbraio   | IJF World Tour 2024 | Paris Grand Slam 2024 | [ 16 ] |
| 17°      | 2025 | 1-2 febbraio   | IJF World Tour 2025 | Paris Grand Slam 2025 | [ 17 ] |
| 18°      | 2026 |                | IJF World Tour 2026 | Paris Grand Slam 2026 |        |

## Vincitori delle edizioni IJF World Tour

### Donne
| Ed. | Anno | -48 kg                  | -52 kg                | -57 kg               | -63 kg              | -70 kg              | -78 kg                | +78 kg            | Rif.   |
| --- | ---- | ----------------------- | --------------------- | -------------------- | ------------------- | ------------------- | --------------------- | ----------------- | ------ |
| 1ª  | 2009 | Emi Tsuchiya            | Natalia Kuziutina     | Ioulietta Boukouvala | Yoshie Ueno         | Lucie Decosse       | Céline Lebrun         | Wen Tong          | [ 18 ] |
| 2°  | 2010 | Emi Tsuchiya            | Misato Nakamura       | Kaori Matsumoto      | Gévrise Émane       | Lucie Decosse       | Akari Ogata           | Elena Ivashchenko | [ 19 ] |
| 3°  | 2011 | Haruna Sakamoto         | Mönkhbaataryn Bundmaa | Automne Pavia        | Gévrise Émane       | Lucie Decosse       | Audrey Tcheuméo       | Megumi Tachimoto  | [ 20 ] |
| 4°  | 2012 | Tomoko Fukumi           | Yuka Nishida          | Telma Monteiro       | Miki Tanaka         | Haruka Tachimoto    | Mayra Aguiar          | Megumi Tachimoto  | [ 21 ] |
| 5°  | 2013 | Haruna Sakamoto         | Yuki Imai             | Automne Pavia        | Clarisse Agbegnenou | Kim Polling         | Lucie Louette Kanning | Megumi Tachimoto  | [ 22 ] |
| 6°  | 2014 | Emi Tsuchiya            | Majlinda Kelmendi     | Anzu Yamamoto        | Clarisse Agbegnenou | Linda Bolder        | Anamari Velenšek      | Kanae Yamabe      | [ 23 ] |
| 7°  | 2015 | Mönkhbatyn Urantsetseg  | Majlinda Kelmendi     | Telma Monteiro       | Tina Trstenjak      | Haruka Tachimoto    | Audrey Tcheuméo       | Émilie Andéol     | [ 24 ] |
| 8°  | 2016 | Galbadrachyn Otgoncėcėg | Majlinda Kelmendi     | Kim Jan-di           | Clarisse Agbegnenou | Kim Seong-yeon      | Mayra Aguiar          | Megumi Tachimoto  | [ 25 ] |
| 9°  | 2017 | Jeong Bo-kyeong         | Majlinda Kelmendi     | Kwon You-jeong       | Tina Trstenjak      | Chizuru Arai        | Audrey Tcheuméo       | Sarah Asahina     | [ 26 ] |
| 10° | 2018 | Dar"ja Bilodid          | Uta Abe               | Christa Deguchi      | Clarisse Agbegnenou | Sally Conway        | Audrey Tcheuméo       | Kim Min-jeong     | [ 27 ] |
| 11° | 2019 | Ami Yuda                | Ai Shishime           | Christa Deguchi      | Clarisse Agbegnenou | Yoko Ono            | Madeleine Malonga     | Idalys Ortiz      | [ 28 ] |
| 12° | 2020 | Dar"ja Bilodid          | Distria Krasniqi      | Christa Deguchi      | Clarisse Agbegnenou | Yoko Ono            | Madeleine Malonga     | Romane Dicko      | [ 29 ] |
| 13° | 2021 | Wakana Koga             | Gefen Primo           | Haruka Funakubo      | Barbara Timo        | Saki Niizoe         | Aleksandra Babintseva | Raz Hershko       | [ 30 ] |
| 14° | 2022 | Natsumi Tsunoda         | Amandine Buchard      | Haruka Funakubo      | Nami Nabekura       | Margaux Pinot       | Audrey Tcheuméo       | Wakaba Tomita     | [ 31 ] |
| 15° | 2023 | Blandine Pont           | Distria Krasniqi      | Priscilla Gneto      | Gili Sharir         | Ai Tsunoda Roustant | Audrey Tcheuméo       | Kim Ha-yun        | [ 32 ] |
| 16° | 2024 | Shirine Boukli          | Distria Krasniqi      | Faiza Mokdar         | Clarisse Agbegnenou | Miriam Butkereit    | Anna-Maria Wagner     | Romane Dicko      | [ 33 ] |
| 17° | 2025 | Mitsuki Kondo           | Kisumi Omori          | Martha Fawaz         | Haruka Kaju         | Ai Tsunoda Roustant | Patricia Sampaio      | Léa Fontaine      | [ 34 ] |

### Uomini
| Ed. | Anno | -60 kg                 | -66 kg                   | -73 kg                      | -81 kg                    | -90 kg                   | -100 kg                 | +100 kg                   | Rif.   |
| --- | ---- | ---------------------- | ------------------------ | --------------------------- | ------------------------- | ------------------------ | ----------------------- | ------------------------- | ------ |
| 1ª  | 2009 | Dimitri Dragin         | Masato Uchishiba         | Wang Ki-chun                | Song Dae-nam              | Yves-Matthieu Dafreville | Takamasa Anai           | Teddy Riner               | [ 35 ] |
| 2°  | 2010 | David Asumbani         | Kim Joo-Jin              | Wang Ki-chun                | Leandro Guilheiro         | Takashi Ono              | Elco van der Geest      | Teddy Riner               | [ 36 ] |
| 3°  | 2011 | Rishod Sobirov         | Jumpei Morishita         | Riki Nakaya                 | Kim Jae-bum               | Daiki Nishiyama          | Henk Grol               | Teddy Riner               | [ 37 ] |
| 4°  | 2012 | Rishod Sobirov         | David Larose             | Sainjargal Nyam-Ochir       | Ole Bischof               | Dilshod Choriev          | Naidangiin Tüvshinbayar | Teddy Riner               | [ 38 ] |
| 5°  | 2013 | Naohisa Takato         | David Larose             | Khashbaataryn Tsagaanbaatar | Yakhyo Imamov             | Varlam Lip'art'eliani    | Lukáš Krpálek           | Teddy Riner               | [ 39 ] |
| 6°  | 2014 | Boldbaatar Ganbat      | Mikhail Puliaev          | Bang Gui-man                | Avtandili Tchrikishvili   | Lee Kyu-won              | Cyrille Maret           | Ryu Shichinohe            | [ 40 ] |
| 7°  | 2015 | Naohisa Takato         | Davaadorjiin Tömörkhüleg | Hiroyuki Akimoto            | Shakhzodbek Sabirov       | Varlam Lip'art'eliani    | Cyrille Maret           | Hisayoshi Harasawa        | [ 24 ] |
| 8°  | 2016 | Toru Shishime          | Masashi Ebinuma          | An Chang-rim                | Avtandili Tchrikishvili   | Daiki Nishiyama          | Cyrille Maret           | Hisayoshi Harasawa        | [ 41 ] |
| 9°  | 2017 | Naohisa Takato         | Hifumi Abe               | Soichi Hashimoto            | Frank de Wit              | Cheng Xunzhao            | Kentaro Iida            | Takeshi Ojitani           | [ 42 ] |
| 10° | 2018 | Toru Shishime          | An Ba-ul                 | Akil Gjakova                | Sotaro Fujiwara           | Shōichirō Mukai          | Michael Korrel          | Kokoro Kageura            | [ 43 ] |
| 11° | 2019 | Naohisa Takato         | Denis Vieru              | Soichi Hashimoto            | Dominic Ressel            | Gwak Dong-han            | Varlam Lip'art'eliani   | Kim Sung-min              | [ 44 ] |
| 12° | 2020 | Ryuju Nagayama         | An Ba-ul                 | Soichi Hashimoto            | Matthias Casse            | Nikoloz Sherazadishvili  | Peter Paltchik          | Henk Grol                 | [ 45 ] |
| 13° | 2021 | Balabay Aghayev        | Tyoma Tanaka             | Kenshi Harada               | Takeshi Sasaki            | Kenta Nagasawa           | Arman Adamjan           | Inal Tasoev               | [ 46 ] |
| 14° | 2022 | Ryuju Nagayama         | Yondonperenlein Baskhüü  | Lasha Shavdatuashvili       | Sotaro Fujiwara           | Sanshiro Murao           | Toma Nikiforov          | Odkhüügiin Tsetsentsengel | [ 47 ] |
| 15° | 2023 | Balabay Aghayev        | Bogdan Iadov             | Lasha Shavdatuashvili       | T'at'o Grigalashvili      | Noël van 't End          | Michael Korrel          | Teddy Riner               | [ 48 ] |
| 16° | 2024 | Luka Mkheidze          | Takeshi Takeoka          | Tatsuki Ishihara            | Matthias Casse            | Mikail Özerler           | Aaron Wolf              | Teddy Riner               | [ 49 ] |
| 17° | 2025 | Romain Valadier-Picard | Ruslan Pashayev          | Shakhram Akhadov            | François Gauthier-Drapeau | Kim Jong-won             | Dzhafar Kostoev         | IJF Inal Tasoev           | [ 50 ] |

## Statistiche
L'età media dei partecipanti che hanno ottenuto una medaglia in tutte le edizioni è di 24.5 anni.
| Noriko Mizoguchi | 16 anni e 175 giorni |
| Dar"ja Bilodid   | 17 anni e 123 giorni |
| Ryoko Tani       | 17 anni e 159 giorni |

Fonte
| Teddy Riner | 34 anni e 303 giorni |
| Henk Grol   | 34 anni e 301 giorni |
| Teddy Riner | 33 anni e 304 giorni |